# Poggio Imperiale
Poggio Imperiale là một đô thị ở tỉnh Foggia trong vùng Apulia miền nam nước Ý. Đô thị này có diện tích 52,38 ki-lô-mét vuông, dân số là 2981 người..